# Jimbung (Kalikotes)
Jimbung is een bestuurslaag in het regentschap Klaten van de provincie Midden-Java, Indonesië. Jimbung telt 9516 inwoners (volkstelling 2010).